# TP.3 Reloaded
TP.3 Reloaded é um álbum de R. Kelly, lançado em 2005.